# قائمة جامعات الإمارات العربية المتحدة
هذه قائمة بالجامعات في دولة الإمارات العربية المتحدة، مرتبة حسب الإمارة.

## إمارة أبو ظبي[4]

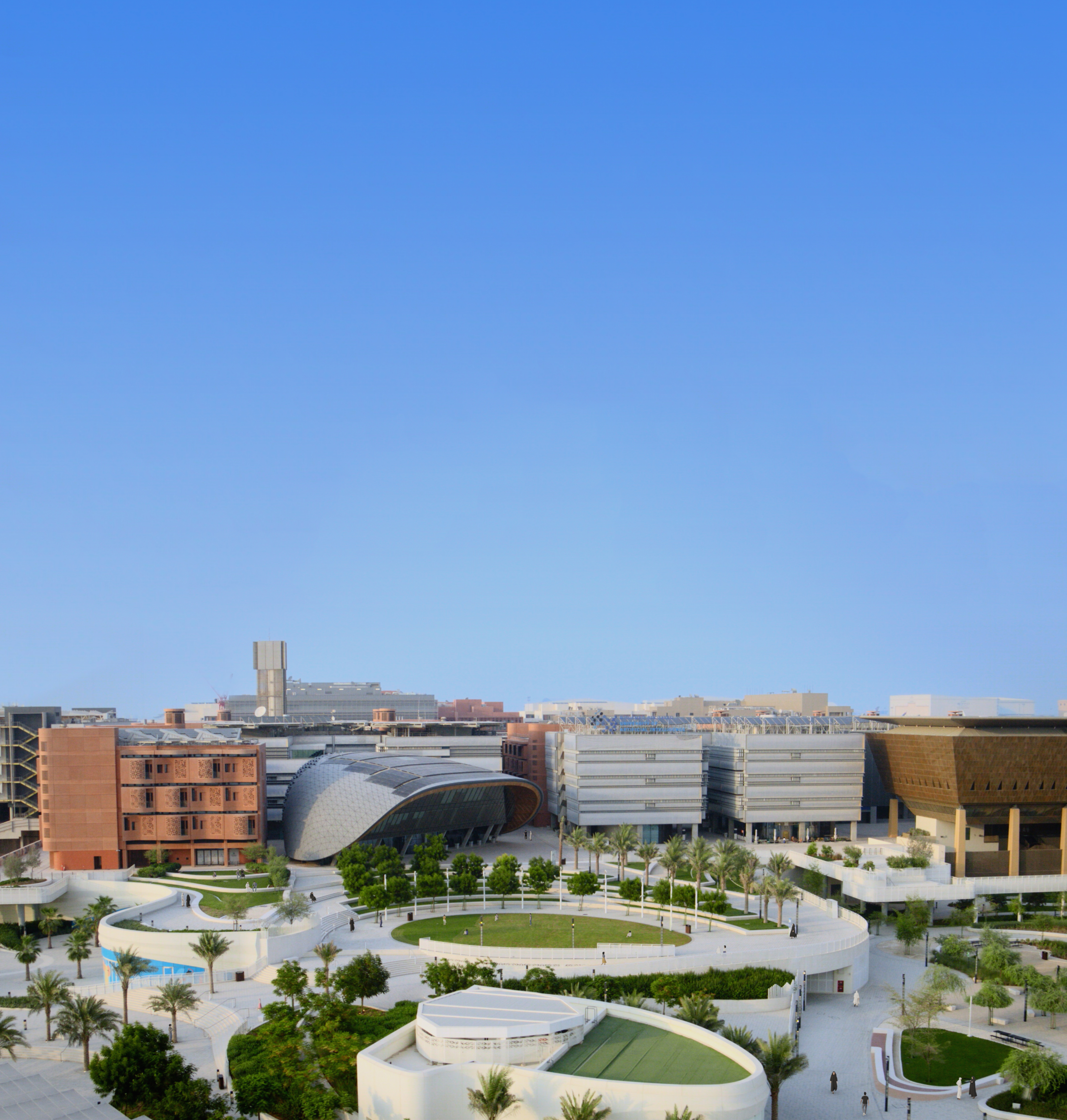
جامعة محمد بن زايد للذكاء الاصطناعي

- جامعة خليفة للعلوم والتكنولوجيا والبحوث، فرع أبو ظبي
- جامعة محمد بن زايد للذكاء الاصطناعي [5]
- جامعة محمد بن زايد للعلوم الانسانية أبوظبي[6]
- جامعة زايد، فرع أبو ظبي [7]
- جامعة العين للعلوم والتكنولوجيا – فرع أبوظبي
- جامعة نيويورك أبوظبي[8]
- كلية ليوا (كلية الإمارت للتكنولوجيا سابقاً) [9]
- كلية الإمارات للتطوير التربوي
- كليات التقنية العليا – فرع أبوظبي
- كلية فاطمة للعلوم الصحية – فرع أبوظبي
- كلية الدفاع الوطني - أبوظبي [10]
- المعهد البترولي - أبوظبي
- معهد مصدر للعلوم والتكنولوجيا- مدينة مصدر
- معهد نيويورك للتقنية NYIT [11]
- جامعة محمد بن زايد للعلوم الإنسانية[12]
- جامعة السوربون أبو ظبي[13]
- جامعة أبو ظبي[13]

## مدينة العين
- كليات التقنية العليا – فرع العين
- جامعة العين للعلوم والتكنولوجيا – فرع العين.
- جامعة الإمارات العربية المتحدة [14]
- كلية فاطمة للعلوم الصحية – فرع العين.[15]
- كلية ليوا - فرع العين [16]

## إمارة دبي

### جامعات وكليات حكومية
- جامعة زايد، فرع دبي
- كلية الإمارات للإدارة وتكنولوجيا المعلومات
- كليات التقنية العليا، فرع دبي
- كلية دبي الجامعية للدراسات التطبيقية
- كلية محمد بن راشد للإدارة الحكومية
- جامعة دبي الوطنية[17]
- جامعة محمد بن راشد للطب والعلوم الصحية[18]

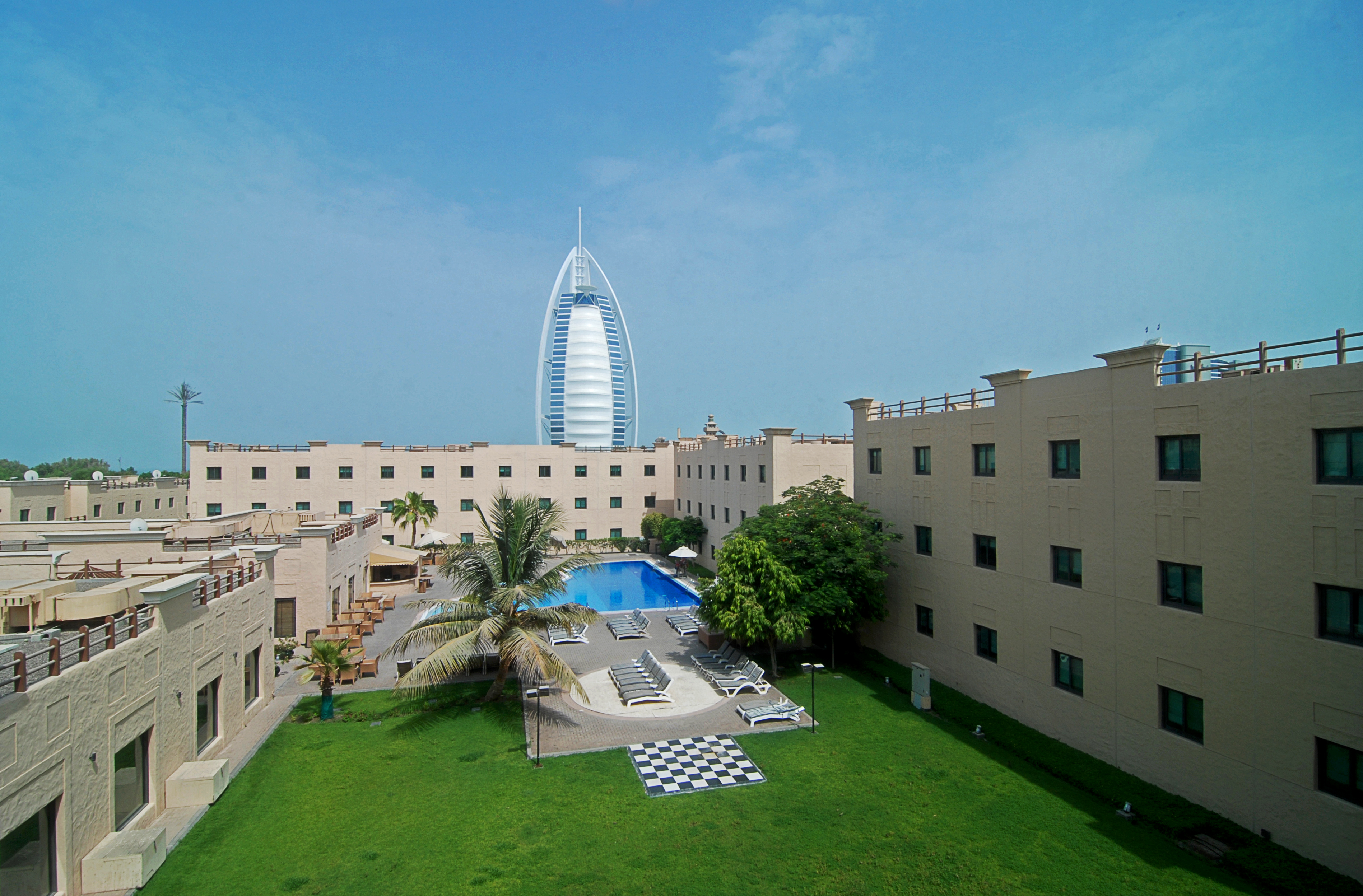
أكاديمية الإمارات لإدارة الضيافة

### جامعات وكليات خاصة

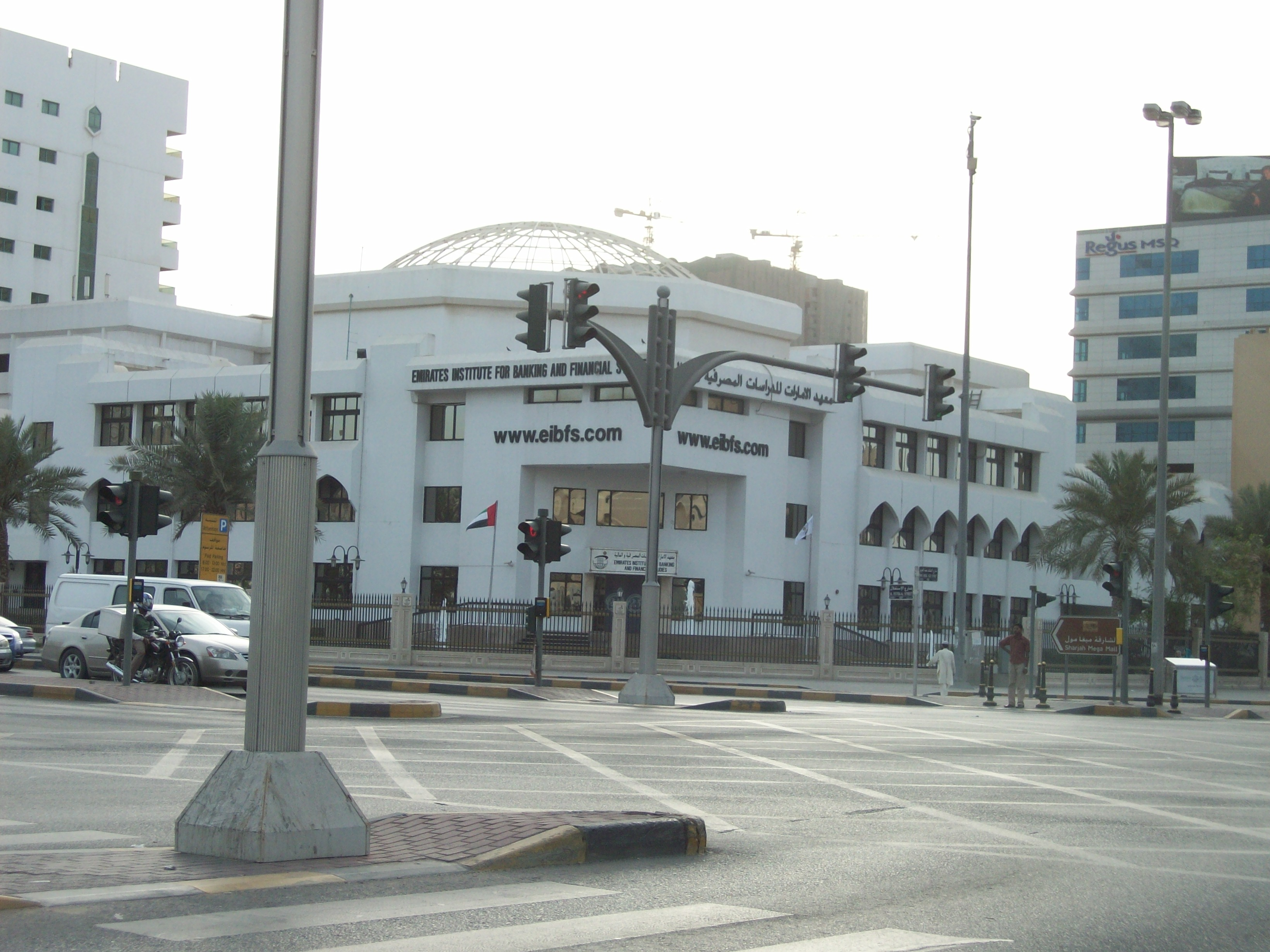
معهد الإمارات للدراسات المصرفية والمالية

- جامعة الشهيد بهشتي في دبي
- جامعة الغرير [19]
- الجامعة الأمريكية في دبي
- الكلية الأمريكية في دبي
- الجامعة البريطانية في دبي[20]
- جامعة جميرا
- الجامعة الكندية دبي [21]

- كلية دبي الجامعية
- كلية دبي الطبية
- كلية دبي للإدارة الحكومية
- جامعة دبي
- جامعة الوصل[22]
- أكاديمية الإمارات لإدارة الضيافة
- كلية الإمارات للطيران
- جامعة حمدان بن محمد الإلكترونية (جامعة حمدان بن محمد الذكية)
- كلية دبي للسياحة[23]
- الجامعة الأمريكية في الإمارات[13]
- جامعة ولونغونغ في دبي[13]
- جامعة هيريوت وات دبي[13]
- كلية لندن لإدارة الأعمال فرع دبي[13]
- معهد روشيستر للتكنولوجيا بدبي[13]
- جامعة برمنغهام دبي[13]
- جامعة ستراثكليد - كلية إدارة الأعمال بالإمارات[13]
- معهد دبي للتصميم والابتكار[13]
- كلية دبي للصيدلة[13]
- جامعة الفلاح[24]
- معهد إسمود دبي[25]
- مدرسة هولت للتجارة الدولية[26]
- جامعة مودول دبي[27]
- مدرسة إس بي جين للإدارة العالمية[28]
- جامعة مردوخ دبي[29]
- جامعة مانيبال[30]

## إمارة الشارقة
- جامعة الشارقة [31]
- الجامعة الأمريكية في الشارقة
- الجامعة القاسمية في الشارقة
- كليات التقنية العليا "فرع الشارقة"
- معهد الإمارات للدراسات المصرفية والمالية.
- كلية الأفق الجامعية.
- جامعة خورفكان[32]
- جامعة كلباء [33]
- كلية لندن أميريكان سيتي[34]

- معهد الشارقة للعلوم والتكنولوجيا[34]
- كلية الشارقة للطالبات[34]

## إمارة عجمان
- جامعة عجمان [35]
- جامعة المدينة في عجمان.
- جامعة الخليج الطبية

## إمارة الفجيرة
- جامعة العلوم والتقنية في الفجيرة
- جامعة الفجيرة [36]

## إمارة رأس الخيمة
- الجامعة الأمريكية في رأس الخيمة
- كليات التقنية العليا - فرع رأس الخيمة
- جامعة رأس الخيمة للطب والعلوم الصحية
- كلية رأس الخيمة لطب وعلوم الأسنان
- جامعة بولتون
- جامعة الاتحاد
- جامعة الإمام محمد بن سعود للشريعة الإسلامية واللغة العربية
- جامعة الإمارات إم سي سي [37]
- جامعة غرب لندن
- الجامعة السويسرية لإدارة الأعمال
- كلية كورنرستون للدراسات الدولية [38]
- جامعة باث سبا